# Кривбас (жіночий футбольний клуб)
Жіночий футбольний клуб «Кривбас» (Кривий Ріг) — український жіночий футбольний клуб з міста Кривий Ріг, виступає у Вищій лізі України.

## Історія
Влітку 2021 року в миколаївської «Ніки» почалися фінансові проблеми. Цим скористалося керівництво «Кривбасу», яке запропонувало «Ніці» партнерську угоду. Створювалося дві команди. Перша — «Кривбас» — заявилася до Вищої ліги України, в той же час у Миколаєві зберігалася своя команда, яка починаючи з сезону 2021/22 повинна була заявитися до першої ліги. На початку липня 2021 року було представлено тренерський штаб новоствореного клубу, яку очолила молдовська фахівчиня Аліна Стеценко. Цікаво, що тренувати воротарів у криворізькому клубі розпочав колишній гравець одеського «Чорноморця», узбецький воротар Сергій Смородін. 13 липня 2021 року ЖФК «Кривбас» оголосив про підписання перших 13-ти футболісток, 12 з яких — колишні гравчині «Ніки». Свій перший офіційний матч «Кривбас» зіграв 31 липня 2021 року в нічийному (1:1) домашньому поєдинку 1-го туру Вищої ліги проти «Восхода». Дебютну перемогу в чемпіонаті команда здобула в другому турі, проти львівських «Карпат» (4:0).
Після підписання професійного контракту клубу з акторкою популярного гумористичного шоу «Жіночий квартал» — Катериною Нікітіной, на клубному YouTube-каналі став виходити інтернет-серіал про життя команди під назвою «Футболістка». 
В сезоні 2022—2023 «Кривбас» спромігся нав'язати боротьбу за чемпіонство полтавський «Ворсклі», але в кінці сезону все ж посів друге місце, отримавши срібні медалі чемпіонату. Капітаном команди була досвідчена Ірина Кочнєва, а після того як вона закінчила професійну кар'єру, капітанську пов'язку надягла Даяна Семків. 
В сезоні 2023—2024 «Кривбас» дебютував в кваліфікації Ліги чемпіонів УЄФА. При жеребкувані українська команда отримала собі в суперники представника французького Дивізіону 1 — ФК «Париж». 
6 вересня 2023 року у шведському місті Лінчепінг жіночий «Кривбас» провів свій перший в історії єврокубковий матч. Перший тайм пройшов за переваги француженок, а на 25-й хвилині в контратаці Жюлі Дюфур відкрила рахунок. По перерві Дюфур забила ще два м'ячі, оформивши таким чином хет-трик. Пізніше ФК «Париж» забив ще один м’яч, вигравши гру з підсумковим рахунком — 4:0.  
Після першого кола в чемпіонаті України сезону 2023—2024 «Кривбас» був лідером турнірної таблиці, але після зимової перерви команду залишила велика група гравців та персоналу. Серед них:  краща бомбардирка в історії команди — Поліна Янчук, захисниці Ольга Басанська, Леся Ольхова та Руслана Левченко, півзахисниця Евеліна Купцова, вірменська захисниця Крістіне Алексанян, єгипетська півзахисниця Алі Махіра, івуарійська захисниця Фату Кулібалі та китайська воротарка Жу Менгді. Завершити сезон «Кривбас» спромігся лише на третьому місці.

## Виступи в єврокубках
| Сезон   | Турнір              | Раунд                 | Дата       | Суперник  | Рахунок |
| ------- | ------------------- | --------------------- | ---------- | --------- | ------- |
| 2023–24 | Ліга чемпіонів УЄФА | Кваліфікаційний раунд | 06.09.2023 | ФК Париж  | 0–4     |
| 2023–24 | Ліга чемпіонів УЄФА | Кваліфікаційний раунд | 09.09.2023 | Лінчепінг | 0–3     |

## Відомі футболістки
- Юсіз Сонкенг
- Фату Кулібалі
- Синтія Мусунгу
- Алі Махіра
- Лідіане Де Олівейра
- Габріела Зідой
- Ларисса Араужо
- Крістіне Алексанян
- Тетяна Матвєєва
- Ірина Кочнєва
- Ольга Басанська
- Ольга Бойченко
- Христина Єрьоменко
- Таміла Хімич
- Даяна Семків
- Віолета Тян
- Інна Глущенко
- Поліна Янчук
- Дар'я Келюшик

## Досягнення
Вища ліга України:
 Віце-чемпіон: 2022/23
 Бронзовий призер: 2023/24
Кубок України:
 Фіналіст: 2023